# Lliçà de Vall
Lliçà de Vall – gmina w Hiszpanii, w prowincji Barcelona, w Katalonii, o powierzchni 10,78 km². W 2011 roku gmina liczyła 6394 mieszkańców.